# 沒有真正的蘇格蘭人
沒有真正的蘇格蘭人（No true Scotsman）或訴諸純潔（appeal to purity）是一種非形式謬誤，係指在原來的普遍宣稱遇到反例時，提出一個理想、纯净的標準以為其辯護的論證方式。

## 示例

### 例子1
這是原故事的改寫版本：

- 老師：沒有蘇格蘭人會在粥裏面加糖。
- 學生：我是蘇格蘭人，我會在粥裏加糖啊。
- 老師：好吧，「真正的」蘇格蘭人不會在粥裏加糖。

當一個人主張：「所有的A皆為B」卻遇上「A不為B」的反例時，便主張「所有『真正的A』皆為B。」此時，「真正的A」和「B」只是互相定義的套套邏輯，而原來的問題也沒有解決，因為A不一定是「真正的A」。
這個邏輯謬誤在政治上的應用好比「沒有民主國家會發動戰爭」，之後就開始區別「成熟的（真正的）」民主國家──這是不會引起戰爭的民主國家，以及「新興的」民主國家──有可能發動戰爭的民主國家。

### 例子2
- 甲：我國公民都不會在公共場所抽菸。
- 乙：老王常在公共場所抽菸，他不是你們國家的嗎？
- 甲：嗯，我的意思是，「合格的」我國公民都不會在公共場所抽菸。

對甲而言「我國公民」不會在公共場所抽菸，但在碰到反例時，他的反應不是承認自己的錯誤，而是改口說「合格的我國公民都不會在公共場所抽菸」，好將反例排除在外。

### 例子3
- 甲：天鹅都是白色的。
- 乙：事实上，确实存在并非白色的天鹅，比如说黑天鹅。
- 甲：如果有什么东西并非是白色的，那他就不可能是一只天鹅。它顶多也就只是一只大鸟罢了。

甲针对“存在并非白色的天鹅”提供了一个修改后的断言，并借用修辞手段隐藏了这一更改，以明确排除黑天鹅这一有针对性的不受欢迎的反例。

## 类似案例

### 「不是真正的穆斯林」
在2015年12月，国际关系学者埃利奥特·麥克阿德爾（Elliot McArdle）在英国网络杂志《尖刺》上撰写的文章写到，一些“所谓的自由派/左派”把像Maajid Nawaz一样的自由派穆斯林和像Maryam Namazie一样的前穆斯林当做“天然的告密者”、“叛徒”或者“不是真正的穆斯林”，因为这些伊斯兰（主义）的批判者，尽管拥有穆斯林背景，但是不符合（他们）想要的穆斯林的樣子，就是穆斯林是一群受压迫的人民。